# 塞维尔湖
塞维尔湖（英語：Sevier Lake）位于美国犹他州西部米勒德县境内，湖泊长40公里，宽11公里。塞维尔湖位于科罗拉多高原和盆地与山岭地质区的生态过渡带。湖水主要依靠塞维尔河补给，无出水口，湖水含盐度高，出产石盐和硫酸钾。